# 앙리 미셸
앙리 미셸 (Henri Michel, 1947년 10월 29일 ~ 2018년 4월 24일)은 프랑스의 축구인으로 선수 시절 미드필더로 활약하다가 다수의 클럽과 국가대표팀 지휘봉을 잡았었다.

## 클럽 경력
미셸은 1964년과 1966년 사이 엑수아즈에서 활약하였다. 이후 낭트로 이적해 1966년부터 1982년에 은퇴하기 전까지 같은 클럽에서만 활약하였다.

## 국가대표팀 경력
미셸은 58번의 프랑스 축구 국가대표팀 경기에 출전하였다.

## 감독 경력

### 프랑스
미셸은 1984년에 프랑스 국가대표팀 감독이 되어 1984년 하계 올림픽 금메달과 1986년 FIFA 월드컵 3위의 성과를 냈다.

### 카메룬
1994년, 그는 카메룬 국가대표팀 감독이었다.

### 모로코
미셸은 두 차례 모로코 국가대표팀 감독직을 맡았었고, 1기는 1995년부터 2000년까지 지속되었다.
2기는 2007년에 단기간에 끝났는데, 2008년 아프리카 네이션스컵에서 모로코는 부진의 끝에 1라운드에서 탈락하였다. 결국 그는 2008년 2월에 경질당했다.

### 튀니지
2001년과 2002년 사이, 그는 튀니지 국가대표팀 감독이었다. 그는 2002년 아프리카 네이션스컵 1라운드 무득점 탈락에 책임을 지고 경질당했다.

### 코트디부아르
2006년에는 코트디부아르 국가대표팀을 데리고 2006년 FIFA 월드컵에 나가 아르헨티나와 네덜란드에 연달아 졌으나, 세르비아 몬테네그로와의 최종전에서 3-2 역전승을 거두었다.

### 자말레크
2006년 FIFA 월드컵의 종료 후, 그는 이집트 클럽 자말레크의 지휘봉을 잡았다. 그는 2007년에 사임해 모로코로 돌아갔다.

### 마멜로디 선다운스
2008년, 그는 남아프리카 공화국의 마멜로디 선다운스 감독으로 임명되었다. 2009년 3월, 그는 사퇴를 요구하는 시위대에 쫓긴 후 사임하였다.

### 자말레크 복귀
이후, 그는 2년만에 자말레크로 복귀해 2009년 8월 30일에 취임했으나, 3달 후인 11월 30일에 리그에서 숙적 알 아흘리에 15점이나 밀리자 성적 부진으로 해임되었다.

### 라자 카사블랑카
앙리 미셸은 2010년 6월 11일에 라자 카사블랑카의 감독이 되었다.

### 적도 기니
2010년 12월 10일, 미셸은 적도 기니의 사령탑으로 선정되어 가봉과 2012년 아프리카 네이션스컵을 공동 개최할 나라를 지휘하게 되었다. 그는 2011년 10월 19일, 국내 최고의 선수를 기용할 수 없다는 이유로 아프리카 네이션스컵을 2달 앞두고 사임하였으나, 루슬란 오비앙 은수에 체육 장관의 도움으로 직위에 복귀하였다. 2011년 12월 21일, 미셸은 적도 기니 지휘봉을 다시 내려놓았는데, "3자"의 개입이 원인이라고 덧붙였다.

### 케냐
2012년 8월 28일, 미셸은 케냐 축구 연맹 (FKF) 에 의해 하람베의 별들의 수장이 되어, 그동안 감독대행을 맡던 제임스 난드와를 대신하게 되었다. 겨우 4달도 채 안된 시점에 그는 "계약에 명시된 보수의 조건에 부합하지 못한다."라고 불만을 표출하며 사임했다. FKF는 2012년 CECAFA컵을 무의미하다고 지역 대회를 경시하며 난드와로 하여금 대행 감독으로 보내는 행동 등에 실망을 표하기도 했다.

## 수상 내역

### 클럽
낭트
- 디비시옹 1
  - 우승: 1972-73, 1976-77, 1979-80
  - 준우승: 1966-67, 1973-74, 1977-78, 1978-79, 1980-81
- 쿠프 드 프랑스
  - 우승: 1978-79
  - 준우승: 1969-70, 1972-73

### 감독
프랑스
- 올림픽 축구: 1984

라자 카사블랑카
- 보톨라: 2004